# 教育課程審議会
教育課程審議会（きょういくかていしんぎかい）とは、かつて文部省に設置されていた審議会の一つ。教育課程について審議していて、「ゆとりある教育」の展開を目指す答申などを行った。
1950年（昭和25年）教育課程審議会令（昭和25年政令第86号）により設置された。
1953年8月7日、社会科改訂を答申（道徳・地理歴史教育を強調）。8月22日、文部省は「社会科の改善に関する方策」を発表。学者・民間団体は社会科問題協議会を結成、8月4日-9月11日、4次にわたって反対声明。
1967年7月24日、「小学校教育課程改善についての中間まとめ」を発表した（「国民性の育成」を強調し、社会科に神話・伝承を導入し、毛筆を必修化）、10月30日、答申。1968年7月11日、文部省は小学校学習指導要領を告示した。
2000年、中央省庁等改革に伴い関係政令等を廃止する政令（平成12年6月7日政令第314号）の施行に伴って廃止され、生涯学習審議会、理科教育及び産業教育審議会、教育職員養成審議会、大学審議会、保健体育審議会と統合され、2001年（平成13年）1月6日付けで中央教育審議会となった。